# Rudolf Gallois
Rudolf Gallois (* 11. Mai 1894 in Höchst am Main; † 1979) war ein österreichischer Maschinenbauingenieur und Verbandsfunktionär.

## Leben
Gallois Vater war ein aus Österreich stammender Chemiker bei der Firma Meister, Lucius & Brüning, dem Vorläufer der Hoechst AG. Er selbst besuchte das Gymnasium in Höchst und begann im Wintersemester 1913/14 mit dem Studium des Maschinenbaus an der Technischen Hochschule in München, wo er Mitglied des Corps Vitruvia war. Am Ersten Weltkrieg nahm er als Oberleutnant der k. u. k. Pioniertruppe und des k. u. k. Brückenbau-Bataillons in Serbien und Russland teil. 1919 setzte er seine Studien an der TH Dresden fort. Mit einer Diplom-Arbeit über Dampfturbinenkonstruktionen beendete er seine Ausbildung. 1921 wurde Gallois Betriebsingenieur im IG Farben-Werk Höchst. 1939 wurde er Oberingenieur bei der Buna-Werke GmbH in Schkopau. 
Nach dem Zweiten Weltkrieg wurde Gallois 1947 nach Österreich repatriiert. 1954 wurde er technischer Direktor der österreichischen Stickstoffwerke AG und leitete den Wiederaufbau des kriegszerstörten Werks. Von 1950 bis 1955 gehörte er der Kommission zur Abhaltung der II. Staatsprüfung an der TH Wien an. 1958 bis 1961 war er Mitglied des Verwaltungsrats des TÜV Wien. 1952 bis 1961 war er Präsident des Oberösterreichischen Ingenieurs- und Architekten-Vereins, von 1958 bis 1961 Vizepräsident des Gesamtvereins. Bis 1970 war er außerdem Vizepräsident des Berufsverbandes der Techniker in Wien.

## Auszeichnungen
1961 wurde Gallois zum Ehrensenator der TH Wien ernannt. 1970 wurde er Ehrenmitglied des Österreichischen Ingenieur- und Architektenvereins.